# Lars Høgh
Poul Lars Høgh Pedersen (* 14. Januar 1959 in Odense; † 8. Dezember 2021) war ein dänischer Fußballspieler auf der Position des Torwarts und Nationalspieler. Er gewann drei dänische Fußballmeisterschaften, dreimal den dänischen Pokal mit Odense BK und fünfmal die Auszeichnung als bester dänischer Torwart. Høgh hatte acht Einsätze in der dänischen Nationalmannschaft, darunter zwei Einsätze in der Olympiaqualifikation. Er wurde für die WM 1986 und die EM 1996 nominiert und gehörte zur dänischen Auswahl beim König-Fahd-Pokal 1995.

## Karriere als Spieler
Høgh begann seine Fußballerkarriere in seiner Heimatstadt Odense. Bei den Senioren debütierte er 1977 als Amateur, später wurde er Halb- und schließlich Vollprofi. In der Nationalmannschaft war er Ersatzmann hinter Mogens Therkildsen, als Odense 1977 die dänische Meisterschaft gewann. In den folgenden Jahren etablierte er sich als Odenses Stammtorhüter und debütierte im März 1979 für das dänische U-21-Team. Er gehörte zu der Mannschaft von Odense BK, die 1982 die dänische Meisterschaft und 1983 den Pokal gewinnen konnte. Sepp Piontek berief ihn in die Nationalmannschaft. Sein Debüt dort hatte er bei der WM 1986.
Die Weltmeisterschaft begann er als Auswechselspieler, spielte aber Dänemarks beide letzten Spiele in dem Turnier mit. Høgh hatte Troels Rasmussen ersetzt, als Dänemark Deutschland 2:0 schlug und in die K.-o.-Runde einzog. Im Achtelfinale gegen Spanien kassierte Høgh vier Tore durch Emilio Butragueño; Dänemark verlor schließlich 5:1 und schied aus. Nach der WM 1986 wurde Høgh zum besten Torwart in der Liga gekürt. Troels Rasmussen reklamierte seine Führungsposition im Nationalteam und Høgh hatte seinen letzten Einsatz dort im September 1987.
Bei Odense BK setzte er seine Karriere fort. Høgh erreichte mit der Mannschaft 1989 eine weitere dänische Meisterschaft und die Pokaltriumphe von 1991 und 1993. Viermal gewann er die Auszeichnung als bester Torhüter des Jahres und hatte mit fünf dieser Titel im Jahr 1994 eine Rekordmarke erreicht. Høgh gehörte auch zur Nationalmannschaft beim König-Fahd-Pokal 1995, dem Vorläufer des Konföderationen-Pokals, als er Peter Schmeichel vertrat. Im zweiten Spiel des Turniers erlitt Høgh eine Verletzung und wurde durch Mogens Krogh ersetzt, der auch das Tor hütete, als Dänemark das Turnier gewann.
Høgh beendete seine Fußballerkarriere im Jahr 2000 im Alter von 41 Jahren. Sein ganzes Fußballerleben hatte er für Odense gespielt und brachte es dabei seit seinem Debüt 1977 auf 817 Spiele.

## Karriere als Manager und Trainer
Nach seiner aktiven Zeit diente Høgh drei Jahre als Sportdirektor bei BK Odense. Er wurde Trainer und insbesondere Torwarttrainer. 2008 ersetzte er als solcher Jørgen Henriksen bei der Nationalmannschaft.
Høgh starb am 8. Dezember 2021 infolge einer schweren Krebserkrankung im Alter von 62 Jahren.

## Erfolge
- Dänische Fußballmeisterschaft: 1977, 1982 und 1989
- Dänischer Fußballpokal: 1983, 1991 und 1993
- Dänemarks Torhüter des Jahres: 1986, 1989, 1991, 1993 und 1994